# Клан Мори
Клан Мори, јапанска великашка породица из периода Сенгоку и Едо. Родом из провинције Аки, на врхунцу моћи (око 1575), владали су над више провинција на западном делу острва Хоншу, и располагали су највећом ратном морнарицом у Јапану. У сукобу са Ода Нобунагом подржавали су његове непријатеље из редова Ико-икија, и њихова флота је снабдевала манастир Осака током опсаде (1570-1580). После Нобунагине смрти (1582) добровољно су се подчинили његовом наследнику Тојотоми Хидејошију, сачувавши готово све своје поседе. После Хидејошијеве смрти (1598) определили су се за његовог наследника Тојотоми Хидејорија, и после битке код Секигахаре (1600) изгубили су две трећине поседа.

## Историја

### Истакнути чланови
- Мори Мотонари

### Битке
- Битка на ушћу реке Кисо (1576)
- Битка на ушћу реке Кисо (1578)